# Alex Tóth (calciatore)
Alex Tóth (Budapest, 23 ottobre 2005) è un calciatore ungherese, centrocampista del Ferencváros e della nazionale ungherese.

## Carriera

### Club
È cresciuto nel settore giovanile del Ferencváros, con cui ha debuttato in prima squadra il 20 maggio 2023 nell'incontro di Nemzeti Bajnokság I perso 3-1 contro il Debrecen.

### Nazionale
Ha giocato con le nazionali giovanili ungheresi Under-17, Under-18, Under-19, Under-20 ed Under-21.
Il 10 marzo 2025 ha ricevuto la prima convocazione con la nazionale maggiore ungherese, con cui ha debuttato tredici giorni dopo nell'incontro di UEFA Nations League perso in casa contro la Turchia (0-3).

## Statistiche

### Presenze e reti nei club
Statistiche aggiornate al 20 marzo 2025.
| Stagione        | Squadra         | Campionato      | Campionato | Campionato | Coppe nazionali | Coppe nazionali | Coppe nazionali | Coppe continentali | Coppe continentali | Coppe continentali | Altre coppe | Altre coppe | Altre coppe | Totale | Totale | Totale |
| Stagione        | Squadra         | Comp            | Pres       | Reti       | Comp            | Pres            | Reti            | Comp               | Pres               | Reti               | Comp        | Pres        | Reti        | Pres   | Reti   |        |
| --------------- | --------------- | --------------- | ---------- | ---------- | --------------- | --------------- | --------------- | ------------------ | ------------------ | ------------------ | ----------- | ----------- | ----------- | ------ | ------ | ------ |
| 2023-2024       | Soroksár        | NB2             | 9          | 0          | -               | -               | -               | -                  | -                  | -                  | -           | -           | -           | 9      | 0      |        |
| 2024-2025       | Soroksár        | NB2             | 14         | 0          | -               | -               | -               | -                  | -                  | -                  | -           | -           | -           | 14     | 0      |        |
| 2022-2023       | Ferencváros     | NB1             | 2          | 0          | CU              | 0               | 0               | UEL                | 0                  | 0                  | -           | -           | -           | 2      | 0      |        |
| 2023-2024       | Ferencváros     | NB1             | 5          | 0          | CU              | 1               | 0               | UCL+UECL           | 0                  | 0                  | -           | -           | -           | 6      | 0      |        |
| 2024-2025       | Ferencváros     | NB1             | 8          | 0          | CU              | 1               | 0               | UCL+UEL            | 1+4                | 0                  | -           | -           | -           | 14     | 0      |        |
| Totale carriera | Totale carriera | Totale carriera | 38         | 0          |                 | 2               | 0               |                    | 5                  | 0                  |             | -           | -           | 45     | 0      |        |

### Cronologia presenze e reti in nazionale
| Cronologia completa delle presenze e delle reti in nazionale ― Ungheria | Cronologia completa delle presenze e delle reti in nazionale ― Ungheria | Cronologia completa delle presenze e delle reti in nazionale ― Ungheria | Cronologia completa delle presenze e delle reti in nazionale ― Ungheria | Cronologia completa delle presenze e delle reti in nazionale ― Ungheria | Cronologia completa delle presenze e delle reti in nazionale ― Ungheria | Cronologia completa delle presenze e delle reti in nazionale ― Ungheria | Cronologia completa delle presenze e delle reti in nazionale ― Ungheria |
| Data                                                                    | Città                                                                   | In casa                                                                 | Risultato                                                               | Ospiti                                                                  | Competizione                                                            | Reti                                                                    | Note                                                                    |
| ----------------------------------------------------------------------- | ----------------------------------------------------------------------- | ----------------------------------------------------------------------- | ----------------------------------------------------------------------- | ----------------------------------------------------------------------- | ----------------------------------------------------------------------- | ----------------------------------------------------------------------- | ----------------------------------------------------------------------- |
| 23-3-2025                                                               | Budapest                                                                | Ungheria                                                                | 0 – 3                                                                   | Turchia                                                                 | UEFA Nations League 2024-2025 - play-off                                | -                                                                       | 60’                                                                     |
| 6-6-2025                                                                | Budapest                                                                | Ungheria                                                                | 0 – 2                                                                   | Svezia                                                                  | Amichevole                                                              | -                                                                       | 61’                                                                     |
| 10-6-2025                                                               | Baku                                                                    | Azerbaigian                                                             | 1 – 2                                                                   | Ungheria                                                                | Amichevole                                                              | -                                                                       | 58’                                                                     |
| Totale                                                                  |                                                                         | Presenze                                                                | 3                                                                       |                                                                         | Reti                                                                    | 0                                                                       |                                                                         |

## Palmarès

### Club

#### Competizioni nazionali
- Campionato ungherese: 3

Ferencváros: 2022-2023, 2023-2024, 2024-2025